# Slaget ved Blidebro
Slaget ved Blidebro var et slag mellem dansk–tyske og svensk–holstenske styrker nær København i 1342 under Kalundborgkrigen. Slaget endte med en dansk–tysk sejr, og det anslås, at 350 svenskere blev dræbt i den indledende kamp.

## Baggrund
I 1340 blev Valdemar Atterdag konge over et Danmark, der var pantsat til fremmede magter, og Valdemar satte sig nu for at genforene riget.
Året efter, i 1341, blev København og det omkringliggende område solgt til Valdemars fjende, Magnus Eriksson af Sverige, for 7.000 mark sølv. I begyndelsen af sommeren 1342 begyndte Valdemar at belejre den svenske befæstning, men de belejrede fik forstærkninger af både og mandskab fra både Magnus Eriksson og den tyske greve, Markvard Stove der var høvedsmand på Vordingborg Slot.

## Slaget
Nu forsøgte ridderen Frederik af Lochen imidlertid, sammen med skibe fra Hanseforbundet, sig med et angreb på de svenske og holstenske forstærkninger ved Blidebro den 26. juni 1342. Det blev en blodig og hård kamp. Slaget endte i en fuldstændig dansk sejr og var Valdemar Atterdags første større sejr. Af de svenske tropper siges det, at 350 blev efterladt på slagmarken, heriblandt mange høvdinge, mens resten af styrken deserterede eller flygtede til Vordingborg.

## Efterspil
På grund af sin totale sejr vovede Frederik af Lochen ikke at blive i Danmark og rejste til Tyskland med gaver. Dette kan dog ikke have været umiddelbart efter slaget, da han nævnes i Kalundborg den 10. august 1342.

## Sted
Det ser ud til, at slaget begyndte ved Refshalegrunden (nær det senere Trekroner Fort) og derefter trak sig mod vandet mellem Sjælland og Amager. Det er dog usikkert, om slaget fandt sted til lands eller til vands.

## Eftermæle
Slaget mindes senere i Københavns Vor Frue Kirkes dødebog som Slaget ved Blidebro.